# Ветров, Юрий Юрьевич
Юрий Юрьевич Ветров (род. 16 августа 1949, Москва) — артист балета, балетмейстер, педагог, Заслуженный артист РСФСР (1984).

## Биография
Юрий Юрьевич Ветров родился 16 августа 1949 года в Москве.
В 1967 году окончил Московское хореографическое училище (класс Е. П. Валукина, А. Н. Ермолаева). В 1967 году стал солистом Большого театра, ведущим характерным танцовщиком. Владел мастерством классической пантомимы, драматически выразительной пластикой.
В 1978 году снялся в роли сэра Генри (Чёрного Рыцаря) в музыкальном фильме Леонида Квинихидзе «31 июня».
В 1980 году окончил балетмейстерское отделение Ленинградской консерватории (педагог Ю. Н. Григорович).
Доцент Московского государственного института хореографии (1988).
В 1990 — 1994 годах Ветров был директором балетной труппы Большого театра.
С 2001 года работает на факультете искусств Московского государственного университета, ведёт занятия по дисциплине «Семиотика и стиль хореографии».
Жена — Мария Былова, прима-балерина балета Большого театра, народная артистка Российской Федерации.

## Работа в театре
Партии: Дроссельмейер; Дон Кихот и Гамаш («Дон Кихот»), Сикофант («Икар»), принц Лимон («Чиполлино»), Куман (в опере «Князь Игорь»), Северьян («Каменный цветок»), фея Карабос; Лоренцо («Ромео и Джульетта»), Незнакомец («Легенда о любви»), Ганс («Жизель»), Фокусник («Петрушка»), Кащей Бессмертный («Жар-птица»), Великий брамин («Баядерка»), Сеид-паша («Корсар»).
Постановки: телефильмы-концерты «Адажио» (1980) и «Этот чудесный мир» (1981).

## Режиссёрская работа
22 ноября 2010 года в рамках первого всероссийского форума «Балет — XXI век» в Красноярском государственном театре оперы и балета Юрий Ветров поставил балет на музыку Л. Минкуса «Пахита».

## Награды
- Медаль «За трудовую доблесть» (25 мая 1976 года) — за заслуги в развитии советского музыкального и хореографического искусства и в связи с 200-летием Государственного академического Большого театра СССР[4].
- Заслуженный артист РСФСР (1984).
- Диплом им. народного артиста СССР Б. М. Тенина «За сохранение русской классики на Отечественной сцене»
- Благодарственное письмо депутата федерального собрания Государственной думы РФ (2023).